# Flarchheim
Flarchheim est une ancienne commune allemande de l'arrondissement d'Unstrut-Hainich, Land de Thuringe.

## Géographie
Flarchheim se situe au sud-est du Hainich.
| Oppershausen Vogtei | Weinbergen  |                |
| Kammerforst         | Flarchheim  | Heroldishausen |
|                     | Mülverstedt |                |

## Histoire
Flarchheim est mentionné pour la première fois en 980 dans un document de l'abbaye de Fulda. Le 27 janvier 1080, au cours de la révolte des Saxons, la bataille de Flarchheim oppose l'empereur Henri IV et Vratislav II de Bohême.
Au début des années 1960, Flarchheim doit vendre à la Nationale Volksarmee une grande partie de son territoire à l'ouest pour construire une zone de formation. Ces terres intègrent le 31 décembre 1997 le parc national de Hainich.

## Personnalités liées à la commune
- Abraham Bock (1531-1603), propriétaire terrien
- Friedrich Polack (1835-1915), pédagogue